# Turcat-Méry
La Turcat-Méry è stata una casa automobilistica francese attiva dal 1899 al 1929.

## Storia
La casa nacque per volere di Léon Turcat e Simon Méry i quali, forti delle conoscenze automobilistiche acquisite studiando la produzione Panhard e Peugeot, decisero di lanciarsi anch'essi nella produzione automobilistica.
Lo stabilimento fu ubicato a Marsiglia. Già prima della nascita ufficiale del marchio venne realizzato un primo prototipo, datato 1897, che fu praticamente il risultato degli studi effettuati dai due fondatori.
Il primo vero modello arrivò nel 1901 e prese il nome di Type A. Piacque subito per la sua robustezza e per le sue prestazioni. Era infatti accreditata di una velocità di punta di 80 km/h.
Subito dopo l'esordio del primo modello, la Turcat-Méry si lanciò nel mondo delle competizioni e nel 1902 iniziò a raccogliere alcuni successi anche in tale campo.

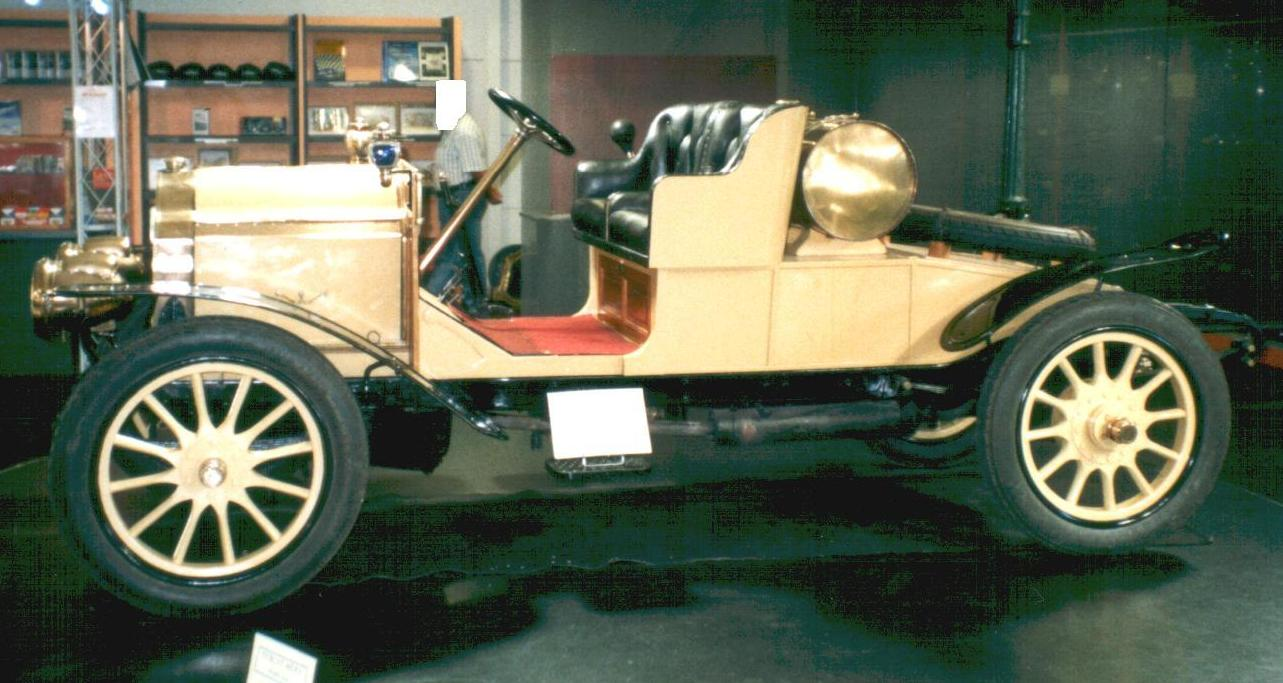
Una Turcat-Méry del 1906

Inoltre, la già crescente fama della casa fu raccolta anche dalla De Dietrich, un'industria fino a quel momento dedita soprattutto alle costruzioni ferroviarie, ma che stava pensando di occuparsi anche della produzione automobilistica. Nonostante fosse situata in Alsazia, la De Dietrich è sempre stata considerata tedesca perché l'Alsazia all'epoca faceva parte del territorio tedesco. Pertanto, per permettere la produzione delle Turcat-Méry oltre confine, la casa marsigliese si accordò con la De Dietrich per permettere a quest'ultima la produzione su licenza delle Turcat-Méry.
Intanto l'attività sportiva andava a gonfie vele, merito di piloti come Gordon Bennet e di vetture come la Tarasque, un'automobile da competizione equipaggiata da un enorme motore da 12.8 litri.
La casa aprì un nuovo stabilimento a Parigi, che passò sotto la supervisione di Léon Turcat. Simon Méry andò a dirigere la filiale di Lunéville, in Alsazia, dove venivano assemblate le De Dietrich prodotte su licenza, mentre a Marsiglia la direzione passò nelle mani del fratello di Simon Méry, Louis.
Nel 1911, la Turcat-Méry si aggiudicò il primo Rally di Montecarlo della storia. Lo stesso anno, però, avvenne la separazione fra Turcat-Méry e Lorraine-Dietrich, la quale prese a produrre vetture per conto proprio.
Con lo scoppio della prima guerra mondiale, la produzione della Turcat-Méry si orientò verso gli autocarri militari, per tornare alla produzione automobilistica nel 1919. Le risorse economiche della casa francese furono però decimate dal conflitto appena terminato e l'industria si trovò in grosse difficoltà finanziarie. Il rilancio fu tentato alla fine dello stesso anno con la Type PG, una vettura equipaggiata da un 3 litri con distribuzione a valvole laterali, che però non incontrò molto successo.
Le difficoltà economiche crebbero e le banche che sostenevano le spese della società furono costrette nel 1921 a rilevarla.
Curiosamente, fu però dopo tale evento che la Turcat-Méry lanciò il suo prodotto migliore: la Type RGH del 1923 si fece infatti notare per le sue prestazioni e per la qualità costruttiva. Il grosso neo fu però il suo prezzo troppo alto e tutt'altro che concorrenziale.
Dopo aver constatato la cronica difficoltà della Turcat-Méry a riemergere, nonostante il lancio anche di altri modelli successivi, le banche cercarono in ogni modo di disfarsi della società, la quale fu posta definitivamente in liquidazione nel 1929.